# Carlotta Case Hall
Carlotta Case (1880-1949) fue una profesora, botánica y curadora estadounidense.
Se graduó de la Universidad de California. Ascendió hasta profesora adjunta de botánica en la Universidad de California, Berkeley. Contrajo matrimonio con Harvey Monroe Hall.

## Honores
- Miembro Academia Californiana de Ciencias.
- Miembro correspondiente de varias sociedades científicas de Europa.

### Eponimia
- (Adiantaceae) Aspidotis carlotta-halliae (W.H.Wagner & E.F.Gilbert) Lellinger[1]

## Algunas publicaciones
- carlotta case de Hall. 1950. Notholaena Copelandii, a Newly Recognized Species of the Texano- Mexican Region. Am. Fern J. 40 (2 ): 178-187

- --------------------------. 1947. A Pellaea of Baja California. Am. Fern J. 37 ( 4): 111-114 resumen

- --------------------------. 1943. Observations on Western Botrychiums. Am. Fern J. 33 ( 4): 119-130 resumen

- --------------------------. 1918. The Pacific coast species of Polypodium. Editor Univ. of California. 48 pp.

- harvey monroe Hall, carlotta case Hall. 1912. A Yosemite flora: a descriptive account of the ferns and flowering plants, including the trees, of the Yosemite national park; with simple keys for their identification; designed to be useful throughout the Sierra Nevada mountains. Editor P. Elder & Co. 282 pp. Reimpreso por BiblioBazaar, 2010 328 pp. ISBN 1149076437

- La abreviatura «C.C.Hall» se emplea para indicar a Carlotta Case Hall como autoridad en la descripción y clasificación científica de los vegetales.[2]